# Scarlet Garcia
Scarlet Mae Garcia, född 13 mars 1985 i Olongaro, Filippinerna, död 17 mars 2008 på samma ställe, var en filippinsk modell och skådespelerska. Hon arbetade som fotomodell i Viva Hotbabes och FHM. I mars 2008 hittades hon och tre andra döda i sitt hem i Olongaro. De slogs och sköts ihjäl.